# Pseudomocena
Pseudomocena is een geslacht van vlinders van de familie slakrupsvlinders (Limacodidae).

## Soorten
- P. albens Hering, 1957
- P. andobo Viette, 1965
- P. difficilis Viette, 1965